# Johannes van Embden

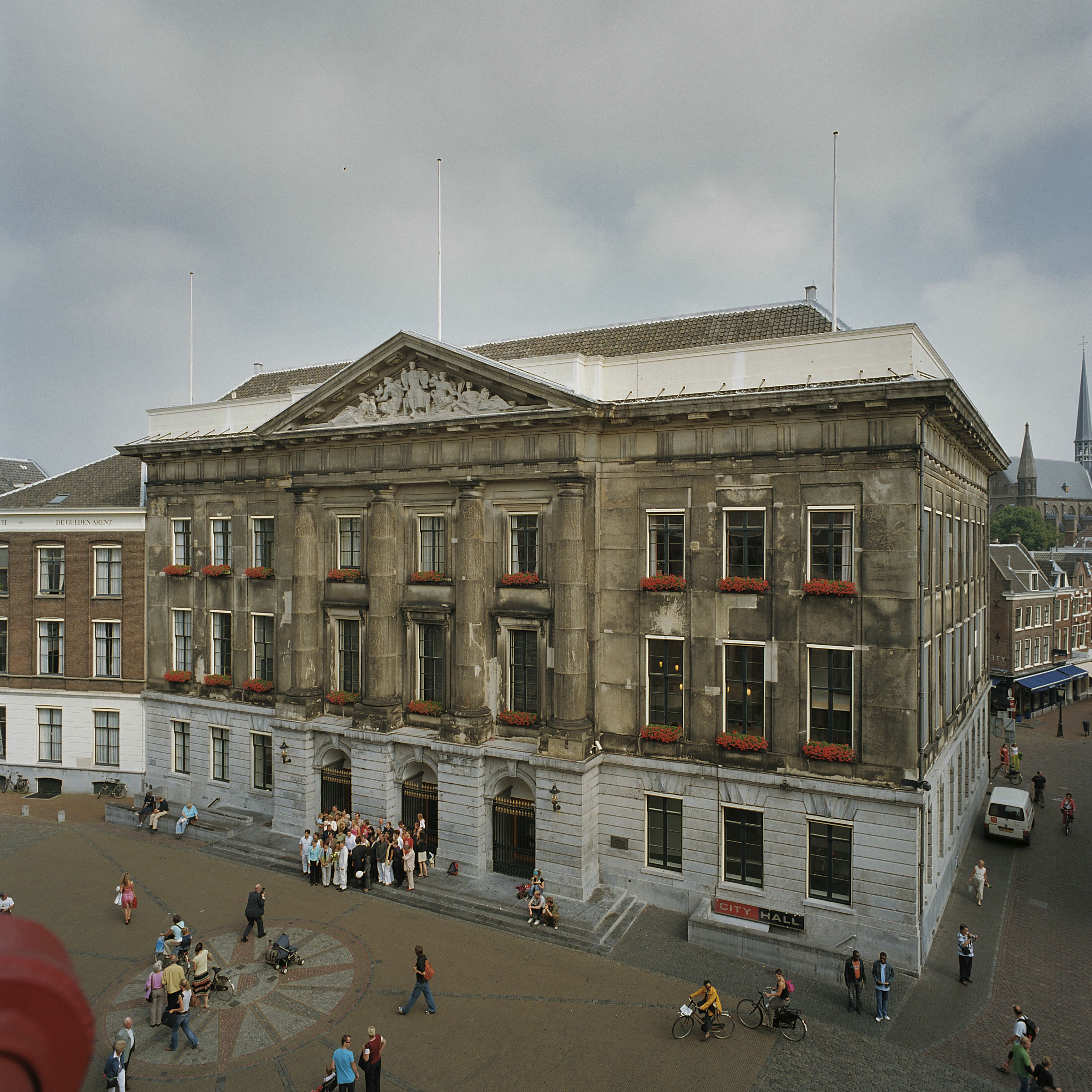
Het Stadhuis van Utrecht, voorgevel aan de Oudegracht

Johannes van Embden (gedoopt Utrecht 14 april 1767 - aldaar, 20 mei 1848) was een Nederlandse architect.
Van Embden was een zoon van de koopman Jacobus van Embden (1737-1825) en Catharina van Biesen (1737-1770). Hij trouwde in 1791 met Maria van Muylwijck (1760-1833), en hertrouwde in 1834 met Maria Adriana Toorenburg (1747-1848). 
Tussen 1816 en 1838 was Van Embden stadsarchitect van Utrecht, als opvolger van Jacobus van der Kloes, die hij vanaf 1808 als assistent had gediend. Bij diverse stedelijke projecten tekende Van Embden voor het ontwerp of had hij de leiding over de bouw. Zo was hij onder meer betrokken bij de grootschalige verbouwing van het stadhuis (1826-1830), dat bij die gelegenheid van de bestaande neoclassicistische voorgevel aan de Oudegracht werd voorzien, bij de bouw van de Willemskazerne (1826-1829, 1877 afgebrand) en - samen met Christiaan Kramm - bij de restauratie/verbouwing van de Domkerk (1824-1831) naar ontwerp van Tieleman Franciscus Suys. Op 1 oktober 1838 werd Van Embden op eigen verzoek vanwege hoge ouderdom als stadsarchitect ontslagen. Hij werd in die functie opgevolgd door Johannes van Maurik uit Amsterdam. 
Van Embdens zoon Floris Cornelis Everardus van Embden (1795-1836) zou ook actief worden in de bouwwereld, onder meer als aannemer, timmerman en architect. Van hem is slechts het ontwerp bekend van het Leesmuseum (1836-1837) op het Utrechtse Domplein, dat rond 1892 werd afgebroken voor het nieuwe Academiegebouw.